# Gustave Oudet
Pour les articles homonymes, voir Oudet.
Gustave Oudet est un homme politique français, né le 4 juillet 1816 à Beaufort (Jura) et mort le 8 avril 1897 à Beaufort. Avocat, c'était un républicain modéré.

## Biographie
Il est nommé premier avocat général en 1848. Arrêté après le Coup d'État du 2 décembre 1851, il est condamné à la transportation, puis à l'internement à Dijon. Il est ensuite placé sous la surveillance de la haute police jusqu'en 1854.
Il est élu conseiller général de Besançon lors des cantonales de 1871, dans le contexte de poussée républicaine qui accompagnera le projet de future Commune de Besançon.
Aux élections sénatoriales du 30 janvier 1876, il est élu par 359 voix sur 706. Il se prononce le 23 juin 1877 contre la dissolution de la Chambre des députés. Il est réélu sénateur du Doubs le 25 janvier 1885.

## Fonctions
- Conseiller général du Doubs
- Maire de Besançon 1872-1881
- Sénateur du Doubs

## Distinctions
- Chevalier de la Légion d'honneur (1876)[2]

## Sources
- « Gustave Oudet », dans Adolphe Robert et Gaston Cougny, Dictionnaire des parlementaires français, Edgar Bourloton, 1889-1891 [détail de l’édition]
- « Gustave Oudet », dans le Dictionnaire des parlementaires français (1889-1940), sous la direction de Jean Jolly, PUF, 1960 [détail de l’édition]